# 亘崇詞
亘 崇詞（わたり たかし、1972年3月8日 - ）は、岡山県津山市出身の元サッカー選手、サッカー・フットサル指導者、サッカー解説者。

## 来歴
ディエゴ・マラドーナに憧れ、岡山県立津山工業高等学校在学時、夏季休暇を利用してボカ・ジュニアーズに留学。ラ・ボンボネーラに詰めかけたサポーターの熱狂に、アルゼンチンサッカーのすばらしさを知る。卒業後、社会人の三菱石油水島（現ENEOS水島）に社員選手として所属。1990年、1991年には国体岡山県代表選手（青年の部）に選ばれた。
1991年退社し、単身アルゼンチンに渡り、1992年ボカ・ジュニアーズとプロ契約を果たす。1993年にCSドック・スド（アルゼンチンBリーグ）にレンタル移籍。1994年にボカに戻るがトップチームの公式戦には出場できなかった。その後、米国フロリダに渡り、COPALATINAに出場している。
アルゼンチンでの留学・プレー経験があるため、スペイン語が話せる。また、南米を中心としてさまざまな国の選手とのネットワークがある。
2001年、高原直泰がボカ・ジュニアーズ入りした際には通訳を務める。また、ボカがトヨタカップ（2000年、2001年、2003年）やFIFAクラブワールドカップ（2007年）などで来日した際にはチームの通訳として同行している。元ボカの選手であったこともあり、通訳として帯同しているにもかかわらず選手と一緒に練習に参加することもあった。
その後、栃木SCに選手として所属しつつ、東京ヴェルディのスクールコーチや、日テレG+・J SPORTSの南米サッカー解説を務めていた。また、クラブワールドカップで日本テレビが北中米・南米代表を取材する際の通訳を務めることもあった。
2005年、Foot!（J SPORTS）にて欧州で活躍するアルゼンチン出身選手を訪ね始める。スペインのバレンシア、ビジャレアル、サラゴサでのパブロ・アイマール、フアン・ロマン・リケルメ、ディエゴ・ミリートへのインタビューは選手の素顔が探れると好評なコーナーとなった。
2006年1月、ペルーのスポルティング・クリスタルの50周年記念トーナメントに出場するつもりでペルーに渡ったところ、監督に気に入られて正式契約。コパ・リベルタドーレスではFWで登録されていたが出場機会はなく、チームは予選リーグで敗退している。同年7月に契約を打ち切り帰国している。
2006年5月4日、エスタディオ・ナシオナルで行われた記念試合に出場。アルゼンチンから参加したディエゴ・マラドーナと同じチームでプレーした。1990年以降、マラドーナ選手とプレーした日本人は記録されておらず、現在、マラドーナと一緒にプレーをした最後の日本人となっている。
ちなみに亘のアイドルはケビン・キーガンであると、2006年11月3日のFoot!生放送で自身が告白した。
2008年、選手としてアルテ高崎に入団した。2009年4月3日、アルテ高崎を退団する事が発表された。
2010年、東京Vのジュニアコーチに就任し、さわやか杯東京都少年サッカー大会などで優勝。フットサルでも2011年バーモントカップ第20回全日本少年フットサル大会で優勝。
2011年より東京Vジュニアユース監督に昇格。2012年は日テレ・ベレーザコーチに就任。
2012年3月11日、元栃木SCの選手で栃木SCドリームアンバサダーを務める佐藤悠介が主催した「3.11悠介ドリームズメモリアルゲーム」に参加し、「栃木SC OB」チームで久々に栃木のユニフォームを着用して出場した。
2013年、ASエルフェン狭山FC（現ASエルフェン埼玉）のコーチに就任。
2015年、広州女足の監督に就任。
2016年12月1日付で岡山湯郷Belleの監督兼ゼネラルマネージャーに就任した。
2022年、岡山湯郷Belleに対して辞任を申し入れ、2022年シーズン直前の3月14日に受理され辞任した。
2022年より城西大学女子サッカー部の監督に就任(男子サッカー部の指導にも携わる)。

## 個人成績
| 国内大会個人成績 | 国内大会個人成績 | 国内大会個人成績 | 国内大会個人成績 | 国内大会個人成績 | 国内大会個人成績 | 国内大会個人成績 | 国内大会個人成績 | 国内大会個人成績   | 国内大会個人成績   | 国内大会個人成績 | 国内大会個人成績 |
| 年度             | クラブ           | 背番号           | リーグ           | リーグ戦         | リーグ戦         | リーグ杯         | リーグ杯         | オープン杯         | オープン杯         | 期間通算         | 期間通算         |
| 年度             | クラブ           | 背番号           | リーグ           | 出場             | 得点             | 出場             | 得点             | 出場               | 得点               | 出場             | 得点             |
| 日本             | 日本             | 日本             | 日本             | リーグ戦         | リーグ戦         | リーグ杯         | リーグ杯         | 天皇杯             | 天皇杯             | 期間通算         | 期間通算         |
| ---------------- | ---------------- | ---------------- | ---------------- | ---------------- | ---------------- | ---------------- | ---------------- | ------------------ | ------------------ | ---------------- | ---------------- |
| 1990             | 三菱石油水島     |                  | 中国             |                  |                  | -                | -                | -                  | -                  |                  |                  |
| 1991             | 三菱石油水島     |                  | 岡山県1部        |                  |                  | -                | -                | -                  | -                  |                  |                  |
| アルゼンチン     | アルゼンチン     | アルゼンチン     | アルゼンチン     | リーグ戦         | リーグ戦         | リーグ杯         | リーグ杯         | アルヘンティーナ杯 | アルヘンティーナ杯 | 期間通算         | 期間通算         |
| 1992             | ボカ             |                  |                  | 0                | 0                |                  |                  |                    |                    |                  |                  |
| 1993             | ドック・スド     |                  |                  |                  |                  |                  |                  |                    |                    |                  |                  |
| 1994             | ボカ             |                  |                  | 0                | 0                |                  |                  |                    |                    |                  |                  |
| 日本             | 日本             | 日本             | 日本             | リーグ戦         | リーグ戦         | リーグ杯         | リーグ杯         | 天皇杯             | 天皇杯             | 期間通算         | 期間通算         |
|                  | 津山鶴山ク       |                  |                  |                  |                  | -                | -                | -                  | -                  |                  |                  |
| 2003             | 栃木SC           | 30               | JFL              | 0                | 0                | -                | -                |                    |                    |                  |                  |
| 2004             | 栃木SC           | 30               | JFL              | 0                | 0                | -                | -                |                    |                    |                  |                  |
| 2005             | 栃木SC           | 30               | JFL              | 0                | 0                | -                | -                | -                  | -                  | 0                | 0                |
| ペルー           | ペルー           | ペルー           | ペルー           | リーグ戦         | リーグ戦         | リーグ杯         | リーグ杯         | オープン杯         | オープン杯         | 期間通算         | 期間通算         |
| 2007             | クリスタル       |                  |                  |                  |                  |                  |                  |                    |                    |                  |                  |
| 日本             | 日本             | 日本             | 日本             | リーグ戦         | リーグ戦         | リーグ杯         | リーグ杯         | 天皇杯             | 天皇杯             | 期間通算         | 期間通算         |
| 2008             | A高崎            | 14               | JFL              | 5                | 0                | -                | -                | -                  | -                  | 5                | 0                |
| 2009             | A高崎            | 13               | JFL              | 0                | 0                | -                | -                | -                  | -                  | 0                | 0                |
| 通算             | アルゼンチン     | アルゼンチン     |                  |                  |                  |                  |                  |                    |                    |                  |                  |
| 通算             | ペルー           |                  |                  |                  |                  |                  |                  |                    |                    |                  |                  |
| 通算             | 日本             | 日本             | JFL              | 5                | 0                | -                | -                |                    |                    |                  |                  |
| 通算             | 日本             | 日本             | 中国             |                  |                  | -                | -                | -                  | -                  |                  |                  |
| 通算             | 日本             | 日本             | 岡山県1部        |                  |                  | -                | -                | -                  | -                  |                  |                  |
| 総通算           |                  |                  |                  |                  |                  |                  |                  |                    |                    |                  |                  |

## 指導歴
- 東京ヴェルディ
  - 2010年 ジュニアコーチ
  - 2011年 ジュニアユース監督
  - 2012年 日テレ・ベレーザコーチ
- ASエルフェン狭山FC/ASエルフェン埼玉
  - 2013年 - 2014年 コーチ
- 広州女足
  - 2015年 - 2016年 監督
- 岡山湯郷Belle
  - 2017年 - 2020年 監督兼ゼネラルマネージャー
  - 2021年 監督
- 城西大学
  - 2022年 -  監督

## 監督成績
| 年度 | 所属        | クラブ   | リーグ戦 | リーグ戦 | リーグ戦 | リーグ戦 | リーグ戦 | リーグ戦 | カップ戦   | カップ戦  |
| 年度 | 所属        | クラブ   | 順位     | 試合     | 勝点     | 勝       | 分       | 敗       | なでしこ杯 | 皇后杯    |
| ---- | ----------- | -------- | -------- | -------- | -------- | -------- | -------- | -------- | ---------- | --------- |
| 2017 | なでしこ2部 | 湯郷ベル | 8位      | 18       | 19       | 5        | 4        | 9        | GL敗退     | 2回戦敗退 |

## 主な出演番組
- コパ・スダメリカーナ 解説（日テレG+ 2004年 - ）
- コパ・リベルタドーレス 解説（J SPORTS 2005年、日テレG+ 2007年 - ）
- セリエA・UEFAチャンピオンズリーグ・UEFAヨーロッパリーグ 解説（スカパー! 2010年 - ）
- Foot!（J SPORTS）不定期ゲスト　2012-13年は特に木曜日（南米のサッカー特集）でのゲスト出場が多い

## 著書
- BOCA―アルゼンチンの情熱（イーフロンティア） 2001年11月刊 ISBN 4590011204
- 試合に勝つフットサル―初心者から上級者まで、実戦で使えるフットサル・テクニック    Sports level up book（相根澄との共著、実業之日本社） 2004年1月刊 ISBN 4408395366
- ワールドカップ最強伝説 ~歴史を変えた選手・チーム・戦術~（後藤健生、加部究との共著、白夜書房）2010年5月刊 ISBN 4861916267